# Са'ад ад-Дін II
Са'ад ад-Дін II (*араб. حق الدين الثاني; д/н — 1403) — 18-й султан Іфат у 1374—1403 роках. Став останнім правителем держави.

## Життєпис
Походив з династії Валашма. Син султана Ахмеда. Після повалення батька близько 1354/1355 року разом з братом Хакк ад-Діном втік до Ефіопії. Виховувався при дворі негуса. 1364 року вони зуміли повернутися до Іфату, де Хакк ад-Дін після боротьби повалив діда Алі та захопив трон.
1374 року після загибелі брата успадкував владу. Продовжив війну з ефіопією та її союзником — державою Хадія, здійснюючи проти них раптовоі напади і набіги. Спочатку Са'ад ад-Дін II домігся незалежності та змусив негуса Девіта I до оборони.
Зрештою 1403 року султан зазнав тяжкої поразки. В битві загинуло 400 «старійшин», тобто шейхів або інших представникі знаті. Са'ад ад-Дін II втік до своєї столиці Сайла. Але йогоп ереслідували ефіопську військка, які захопили місто. султан загинув у битві або був страчений. Його сини втекли до єменської держави Расулідів.